# Rapids
Rapids – jednostka osadnicza w Stanach Zjednoczonych, w stanie Nowy Jork, w hrabstwie Niagara.